# Benjámin Balázs
Benjámin Balázs (* 26. dubna 1990, Kaposvár, Maďarsko) je maďarský fotbalový útočník a bývalý mládežnický reprezentant, který momentálně působí v klubu Újpest FC.
Mimo Maďarsko působil na klubové úrovni v Portugalsku a ČR.

## Klubová kariéra
Benjámin Balázs začínal s profesionálním fotbalem v Maďarsku v klubu Kaposvári Rákóczi FC. V létě 2014 odešel do portugalského celku Vitória Guimarães, kde hrál za rezervní tým. V lednu 2015 přišel do severočeského klubu FK Teplice díky kontaktům trenéra Zdeňka Ščasného.

## Reprezentační kariéra
Balázs nastupoval za maďarskou mládežnickou reprezentaci v kategorii do 21 let.